# Okoličné
Okoličné (bis 1927 slowakisch „Okoličnô“; ungarisch Okolicsnó) ist eine ehemalige Gemeinde und seit 1971 ein Teil der slowakischen Stadt Liptovský Mikuláš. Er liegt östlich des Stadtzentrums am linken Ufer des Baches Smrečianka, kurz vor der Mündung in die Waag. Die Katastralgemeinde Okoličné umfasst neben dem Ort auch die Stadtteile Stošice und Vitálišovce (nach 1882 bzw. 1924 eingemeindet) sowie die Plattenbausiedlung Podbreziny.

## Geschichte

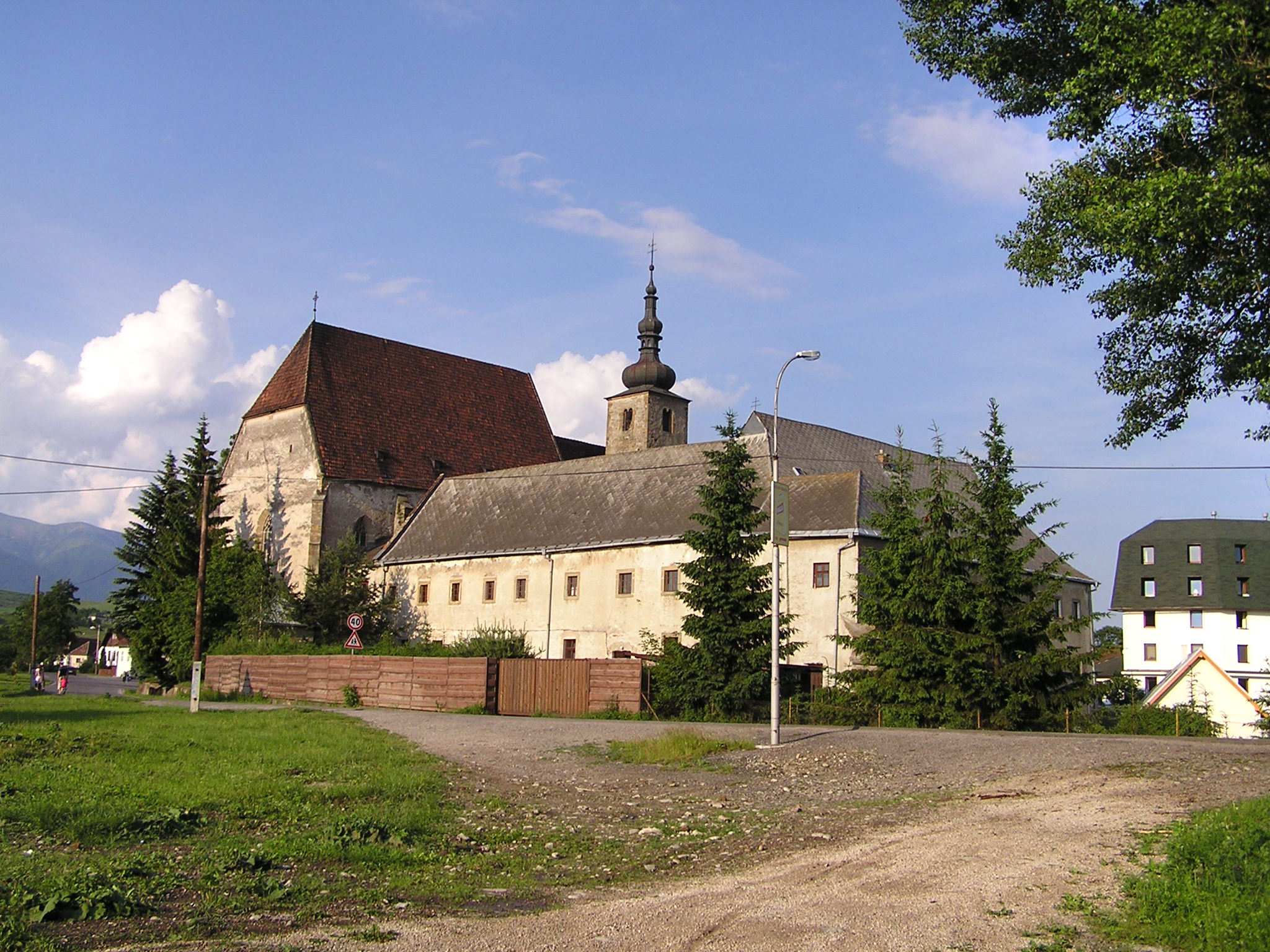
Franziskanerkloster und Kirche

Okoličné wurde zum ersten Mal 1273 als Akalichna schriftlich erwähnt, die ältere Angabe aus dem Jahr 1248 als Okolichna bzw. Okolychna wird heute als Urkundenfälschung bewertet. Der Ort war Besitz der Familie Okolicsányi, die hier 1476–92 ein Franziskanerkloster mit Kirche bauen ließ. 1715 wohnten hier 21, 1720 nur noch sieben Steuerzahler. 1784 hatte die Ortschaft 49 Häuser und 486 Einwohner, 1828 zählte man 75 Häuser und 715 Einwohner, die überwiegend als Hirten und Landwirte beschäftigt waren.
Bis 1918 gehörte der Ort im Komitat Liptau zum Königreich Ungarn und kam danach zur neu entstandenen Tschechoslowakei beziehungsweise heutigen Slowakei. Auch in der ersten tschechoslowakischen Republik war der Ort landwirtschaftlich geprägt, ein Teil der Bevölkerung pendelte aber zur Arbeit in Industriebetriebe in Liptovský Mikuláš. In der Volkszählung 1970, der letzten vor der Eingemeindung nach Liptovský Mikuláš, wohnten 1383 Einwohner in der Gemeinde.

## Bauwerke und Denkmäler

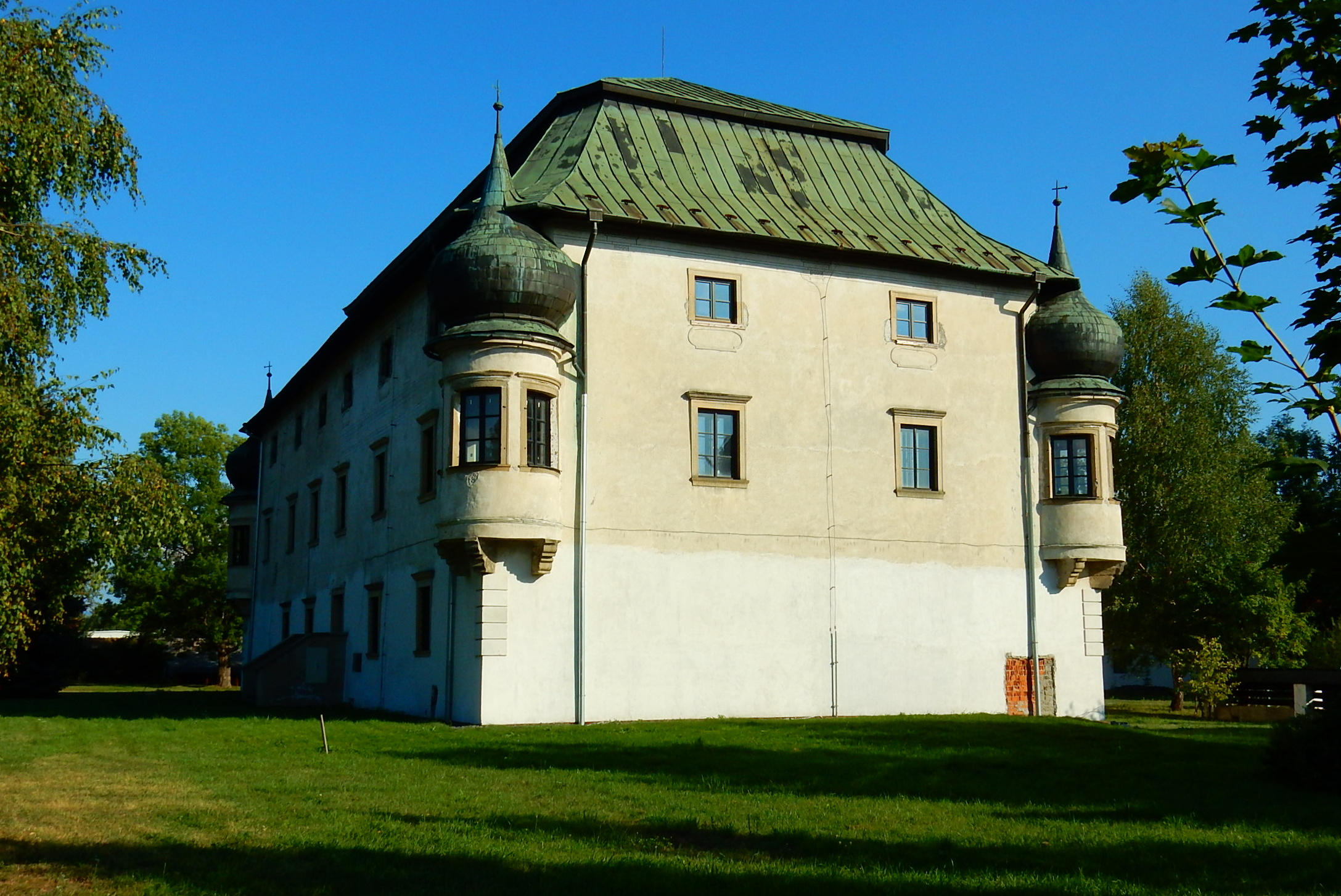
Seitenansicht des Okolicsányi-Landschlosses

- Franziskanerkloster mit der Kirche Hl. Petrus von Alcantara (ursprünglich Maria Königin der Engel) aus den Jahren 1476–92. Der Bau an der Stelle einer älteren gotischen Kirche ordnete der ungarische König Matthias Corvinus an, wohl auch um die Stellung seines Sohns Johann (der auch zum Herzog von Liptau gekürt wurde) zu stärken. Der Baukomplex umfasste neben dem Kloster selbst auch eine Klosterschule, Bibliothek und später ein Spital. Die dreischiffige Hallenkirche erhielt eine reiche Innenausstattung, an deren der Bildhauer Paul von Leutschau (Holzplastiken, ursprüngliche Altäre) sowie der örtliche Maler Meister von Okoličné maßgeblich beteiligt waren. Während der Reformation mussten die Franziskaner im Jahr 1571 das Kloster verlassen und kehrten erst 1697 zurück. Der beschädigte Baukomplex wurde 1744 im Barockstil saniert und erneuert.[4]
- Landschloss der Familie Okolicsányi aus der ersten Hälfte des 17. Jahrhunderts, ursprünglich im Stil der Renaissance gestaltet, 1714 im Barockstil erneuert
- Landsitz von Gustáv Okolicsányi aus der ersten Hälfte des 18. Jahrhunderts
- evangelischer Glockenturm aus dem Jahr 1902